# Cork Athletic FC
El Cork Athletic F.C. va ser un antic club de futbol irlandès de la ciutat de Cork.

## Història
El club jugà la lliga irlandesa entre els anys 1948 i 1958. El 13 de febrer de 1948, quan el Cork United sortí de la lliga, el Cork Athletic fou immediatament format amb el mateix personal del United, essent escollit per substituir l'antic club. L'any 1958 després d'una reunió general especial de la lliga, el club fou expulsat de la competició a causa dels problemes econòmics que patia.

## Palmarès
- Lliga irlandesa de futbol: 2
  - 1950, 1951
- Copa irlandesa de futbol: 2
  - 1950-51, 1952-53
- Munster Senior Cup: 3
  - 1951, 1953, 1955

## Posicions finals a la lliga
| Temporada | Posició |
| --------- | ------- |
| 1956/57   | 8è      |
| 1955/56   | 9è      |
| 1954/55   | 5è      |
| 1953/54   | 4t      |
| 1952/53   | 8è      |
| 1951/52   | 10è     |
| 1950/51   | 1r      |
| 1949/50   | 1r      |
| 1948/49   | 9è      |

## Entrenadors destacats
- Raich Carter
- Jimmy Delaney

## Jugadors destacats
- Florrie Burke
- Noel Cantwell
- Jimmy Delaney
- Raich Carter